# Lijst van burgemeesters van Asse (Vlaams-Brabant)
Dit is een lijst van burgemeesters van Asse, een gemeente in de Belgische provincie Vlaams-Brabant.
- 1795-1804 : Mathias Gruber
- 1804-1813 : Gilles Guillaume Crick
- 1813-1827 : Engelbert de Pauw
- 1827-1830 : Franciscus de Bolster
- 1830-1835 : Franciscus Stevens
- 1835-1895 : ridder Franciscus Xavier de Viron
- 1895-1921 : Léon De Coster
- 1921-1932 : Henri van Innis
- 1933-1942 : Jozef De Doncker
- 1942-1944 : Jan Van Hoof
- 1944-1946 : Leon Goossens
- 1946-1947 : Eugeen van der Haegen (Gemeentebelangen)
- 1949-1976 : Gerard Van Wijnendaele
- 1977-1984 : Paul De Keersmaeker (CVP)
- 1985-1994 : Herman Van Elsen (CVP)
- 1995-1998 : Bert De Keersmaeker (CVP)
- 1999-2000 : Koen Van Elsen (CVP)
- 2001-2006 : Michel Vanhaeleweyck (VLD)
- 2007-2024: Koen Van Elsen (CD&V)

Brussels Hoofdstedelijk Gewest:
Anderlecht · 
Brussel

Vlaanderen:
Aalst · 
Aarschot · 
Antwerpen · 
 Asse · 
Beernem · 
Bertem · 
Blankenberge · 
Brugge · 
Damme · 
De Haan · 
De Panne · 
Deerlijk · 
Deinze · 
Eeklo · 
Evergem · 
Galmaarden · 
Geraardsbergen · 
Gent · 
Halle · 
Hasselt · 
Herent · 
Herk-de-Stad · 
Herzele · 
Heusden-Zolder · 
Houthalen-Helchteren · 
Ichtegem · 
Kaprijke · 
Knokke-Heist · 
Kortemark · 
Kortenberg · 
Kortrijk · 
Leuven · 
Lichtervelde · 
Lievegem · 
Lokeren · 
Maldegem · 
Mechelen · 
Moerbeke-Waas · 
Ninove · 
Oostende · 
Oostkamp · 
Poperinge · 
Roeselare · 
Ronse · 
Sint-Lievens-Houtem · 
Sint-Niklaas · 
Sint-Truiden · 
Temse · 
Tielt · 
Tienen · 
Tongeren · 
Torhout · 
Veurne · 
Waregem · 
Wellen · 
Wetteren · 
Wichelen · 
Zaventem · 
Zedelgem · 
Zele · 
Zonhoven · 
Zottegem

Wallonië: 
Charleroi · 
's-Gravenbrakel · 
Morlanwelz · 
Ophain-Bois-Seigneur-Isaac